# (139) Juewa
(139) Juewa es un asteroide perteneciente al cinturón de asteroides descubierto por James Craig Watson desde Pekín, China, el 10 de octubre de 1874.

## Descubrimiento y nombre
El asteroide fue descubierto en el transcurso de la expedición de 1874 a China para observar el tránsito de Venus. La noticia del descubrimiento atrajo la atención del emperador de la China quien envió una delegación a la estación de observación. Allí, Watson, miembro de la expedición y descubridor del asteroide, les mostró el objeto y solicitó al príncipe Kung que le asignara un nombre. El nombre elegido fue Juewa, que significa «estrella de la fortuna de China».

## Características orbitales
Juewa está situado a una distancia media de 2,781 ua del Sol, pudiendo acercarse hasta 2,292 ua y alejarse hasta 3,269 ua. Tiene una inclinación orbital de 10,91° y una excentricidad de 0,1757. Emplea en completar una órbita alrededor del Sol 1694 días.